# Cynthia schoenfellneri
Cynthia schoenfellneri är en fjärilsart som beskrevs av Hoffmann 1925. Cynthia schoenfellneri ingår i släktet Cynthia och familjen praktfjärilar. Inga underarter finns listade i Catalogue of Life.